# Referendo sueco sobre o trânsito pela direita em 1955
O Referendo sueco sobre a circulação do tráfego pela direita em 1955 (Folkomröstningen om högertrafik) foi realizado em 16 de outubro de 1955 na Suécia.
De acordo com a Constituição da Suécia, este referendo teve um carácter consultativo, sendo a decisão final sobre o assunto tomada pelo Parlamento da Suécia.

## Resultado
O ”Não à circulação do tráfego pela direita” venceu com 82.9% dos votos recolhidos.
Apesar deste não popular ao tráfego pela direita, o Parlamento da Suécia (Riksdagen) acabou por decidir em 1963 que a circulação rodoviária no país passaria a ser pela direita. Em 3 de setembro de 1967, o país parou à 1 hora da manhã, e às 5 horas da manhã, a circulação passou a ser pela direita.

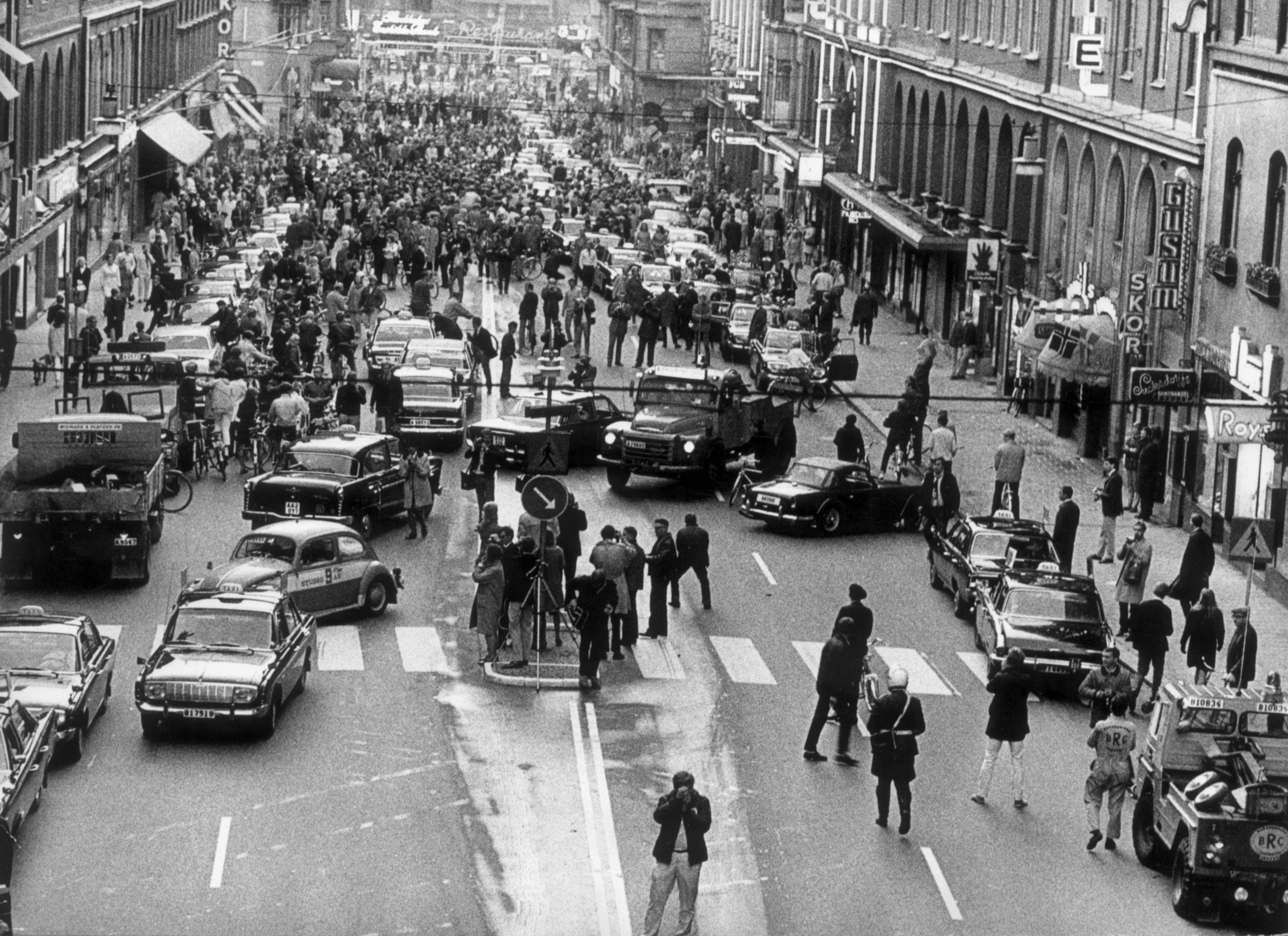
Dia da mudança do tráfego da esquerda para a direita – Estocolmo, 3 de setembro de 1967.